# Copa Bicentenario (Pérou)
La Copa Bicentenario est une compétition de football organisée par la Fédération péruvienne de football (FPF). Elle porte son nom en hommage au bicentenaire de l'indépendance du Pérou, commémoré en 2021.

## Histoire
La première édition du tournoi voit le jour en 2019 et coïncide avec la participation de l'équipe du Pérou à la Copa América 2019. L'idée étant de profiter des dates libres du calendrier entre la fin du tournoi d’ouverture (mi-juin) et le début du tournoi de clôture (mi-juillet) du championnat du Pérou 2019 pour jouer une compétition regroupant les 30 équipes professionnelles du pays (18 équipes de 1re division et 12 de 2e division), dont le vainqueur est qualifié à la Copa Sudamericana 2020.
L'Atlético Grau, club de 2e division, remporte l'édition inaugurale aux dépens du Sport Huancayo, club de l'élite, en s'imposant 4 tab 3 au terme d'un match nul et vierge.
Une deuxième édition était prévue en 2020 dont le vainqueur eût été automatiquement qualifié à la Copa Sudamericana 2021. Néanmoins la pandémie de Covid-19 changea la donne et le tournoi fut reporté à 2021. Le 27 juillet 2021, veille de la commémoration du bicentenaire de l'indépendance du Pérou, le Sporting Cristal et le Carlos A. Mannucci disputent la finale de la 2e édition du tournoi qui voit la victoire des premiers sur les seconds (2-1).
Une troisième compétition était prévue fin 2022, mais elle fut annulée en raison de la non-qualification de l'équipe du Pérou à la Coupe du monde 2022.

## Palmarès(par édition)
| N° | Édition | Vainqueur        | Score          | Finaliste          | Lieu de la finale : stade (ville)   | Affluence     |
| -- | ------- | ---------------- | -------------- | ------------------ | ----------------------------------- | ------------- |
| 1  | 2019    | Atlético Grau    | 0-0ap (4-3tab) | Sport Huancayo     | Estadio Miguel Grau (Callao)        | 10 000        |
| 2  | 2021    | Sporting Cristal | 2-1            | Carlos A. Mannucci | Estadio Alejandro Villanueva (Lima) | 0 (huis clos) |

## Statistiques

### Meilleurs buteurs(par édition)
| N° | Édition | Buts | Buteurs        | Clubs               |
| -- | ------- | ---- | -------------- | ------------------- |
| 1  | 2019    | 6    | Carlos Neumann | Sport Huancayo      |
| 2  | 2021    | 3    | Yorleys Mena   | Univ. César Vallejo |